# Aral (Xinjiang)
Aral (uigurisch ئارال شەھرى Aral Xəⱨri, chinesisch 阿拉尔市, Pinyin Ālā'ěr Shì) ist eine gebietsunmittelbare kreisfreie Stadt im Uigurischen Autonomen Gebiet Xinjiang der Volksrepublik China.

## Administrative Gliederung
Auf Gemeindeebene setzt sich Aral aus vier Straßenvierteln, einer Gemeinde, acht Produktions- und Aufbaukorps, zwei Verwaltungsstellen, einer Staatsfarm und einem Staatsgefängnis zusammen. Diese sind:
| Straßenviertel Jinyinchuanlu (金银川路街道); Straßenviertel Nankou (南口街道); Straßenviertel Qingsonglu (青松路街道); Straßenviertel Xingfulu (幸福路街道); Gemeinde Tokay (托喀依乡); Produktions- und Aufbaukorps Nr. 7 (兵团七团); Produktions- und Aufbaukorps Nr. 8 (兵团八团); Produktions- und Aufbaukorps Nr. 10 (兵团十团); | Produktions- und Aufbaukorps Nr. 11 (兵团十一团); Produktions- und Aufbaukorps Nr. 12 (兵团十二团); Produktions- und Aufbaukorps Nr. 13 (兵团十三团); Produktions- und Aufbaukorps Nr. 14 (兵团十四团); Produktions- und Aufbaukorps Nr. 16 (兵团十六团); Verwaltungsstelle Wasserkraft-Bauprojekte der Ersten Division der Agrarischen Produktions- und Aufbaukorps (兵团农一师水利水电工程处); Verwaltungsstelle Tarim-Irrigation und Berieselung der Ersten Division der Agrarischen Produktions- und Aufbaukorps (兵团农一师塔里木灌溉水利管理处); Staatsfarm Aral (阿拉尔农场); Zentralgefängnis (中心监狱). |

## Geschichte
Aral war ursprünglich ein Dorf und eine chinesische Militärgarnison. Im Jahr 1957 siedelte sich das Produktions- und Aufbaukorps Xinjiang in Aral an, machte über 1,2 Mio. Mu (800 km²) Land urbar und richtete zehn Viehzucht-Stationen ein.
Am 17. September 2002 erhielt Aral nach einem Beschluss des Staatsrats den Status einer kreisfreien Stadt.

## Geographie
Aral liegt am Südhang des Tianshan-Gebirges, nördlich der Wüste Taklimakan, am Oberlauf des Tarim-Flusses, wo die Flüsse Aksu, Hotan und Yarkant zusammenfließen.
Die Gesamtfläche des Verwaltungsgebietes beträgt 3.920 km², seine Ausdehnung von Osten nach Westen rund 130 km, von Norden nach Süden 60 km.

## Bevölkerung
Die Einwohnerzahl beträgt 158.593 (Stand: Zensus 2010). Aral hatte im Jahr 2002 rund 260.000 Einwohner, vor allem Han-Chinesen; 5,3 % der Bevölkerung sind Angehörige nationaler Minderheiten.

## Wirtschaft
In Aral gibt es drei Stauseen (Duōlàng 多浪, Shènglì 胜利 und Shàngyóu 上游) mit einer Gesamtfläche von 248,8 km² und einem Fassungsvermögen von 518 Mio. m³ sowie reiche Grundwasserreserven. Es werden Weizen, Baumwolle, Obst und Gemüse angebaut. Die Baumwollproduktion beträgt derzeit 183.000 Tonnen pro Jahr und es gibt über 8.000 Milchkühe. Aral ist bekannt für seine Chinesischen Datteln (Jujuben) und Edelkastanien.
Aral ist an das Eisenbahnnetz angebunden und über eine nationale Überlandstraße (Nr. 314) erreichbar.

## Tourismus
Als touristische Sehenswürdigkeiten werden vor allem die Militärgarnisonen, Stauseen und landschaftliche Schönheiten wie der Tarim-Fluss und die Wüste der Umgebung empfohlen.